# Albin Pelak
Albin Pelak (sinh ngày 9 tháng 4 năm 1981) là một cầu thủ bóng đá người Bosna và Hercegovina.

## Đội tuyển bóng đá quốc gia Bosna và Hercegovina
Albin Pelak thi đấu cho đội tuyển bóng đá quốc gia Bosna và Hercegovina từ năm 2002 đến 2005.

## Thống kê sự nghiệp
| Đội tuyển bóng đá Bosna và Hercegovina | Đội tuyển bóng đá Bosna và Hercegovina | Đội tuyển bóng đá Bosna và Hercegovina |
| Năm                                    | Trận                                   | Bàn                                    |
| -------------------------------------- | -------------------------------------- | -------------------------------------- |
| 2002                                   | 1                                      | 0                                      |
| 2003                                   | 0                                      | 0                                      |
| 2004                                   | 0                                      | 0                                      |
| 2005                                   | 1                                      | 0                                      |
| Tổng cộng                              | 2                                      | 0                                      |